# Lérez (Pontevedra)
Cet article concerne une paroisse civile de Pontevedra. Pour le cours d'eau, voir Lérez.
San Salvador de Lérez est une paroisse civile située dans la commune de Pontevedra, en Espagne. Selon les données de l'INE au 1er janvier 2020, elle comptait 1 708 habitants, répartis dans 21 entités de population, soit une baisse par rapport à 2007 où elle comptait 1 771 habitants.

## Histoire
La route portugaise du Camino de Santiago correspond à son passage à travers la paroisse avec la voie romaine XIX de l'itinéraire d'Antonin.
Selon la tradition, au lieu-dit A Santiña, l'apôtre Santiago s'est arrêté pour se reposer dans son pèlerinage à travers la Galice. À la suite de cette légende, le jour de Santiago (25 juillet), le patron se voit offrir un raisin d'une treille de raisins qui mûrissent plus tôt. A quelques mètres se trouve un calvaire de 1822.
En 1925, la Caisse Rurale de Lérez a été créée, qui est restée active jusqu'en 1936, étant fermée après le soulèvement national.

## Patrimoine
Au lieu-dit de Casaldarado se trouvait le château de Cedofeita, d'importance entre le Xe siècle et le XIIIe siècle.
Le Monastère Saint-Sauveur de Lérez, situé sur une colline au-dessus du fleuve Lérez, est documenté depuis la fin du IXe siècle. Des gens comme le père Jerónimo Feijoo ou le père Martín Sarmiento y sont restés et y ont vécu. Après le désamortissement espagnol de Mendizábal, les moines ont été contraints de quitter le monastère, transformant le temple en église paroissiale. Actuellement le cloître monastique est conservé, rattaché à l'église.

## Fêtes
Le 11 juillet, jour de San Bieito, est célébré le pèlerinage de San Benitiño de Lérez, où les fidèles vont pour guérir les verrues et demander la santé au "saint le plus miraculeux".

## Sport
Le CD Lérez, né dans la décennie 1951-60, est une filiale du Pontevedra CF.

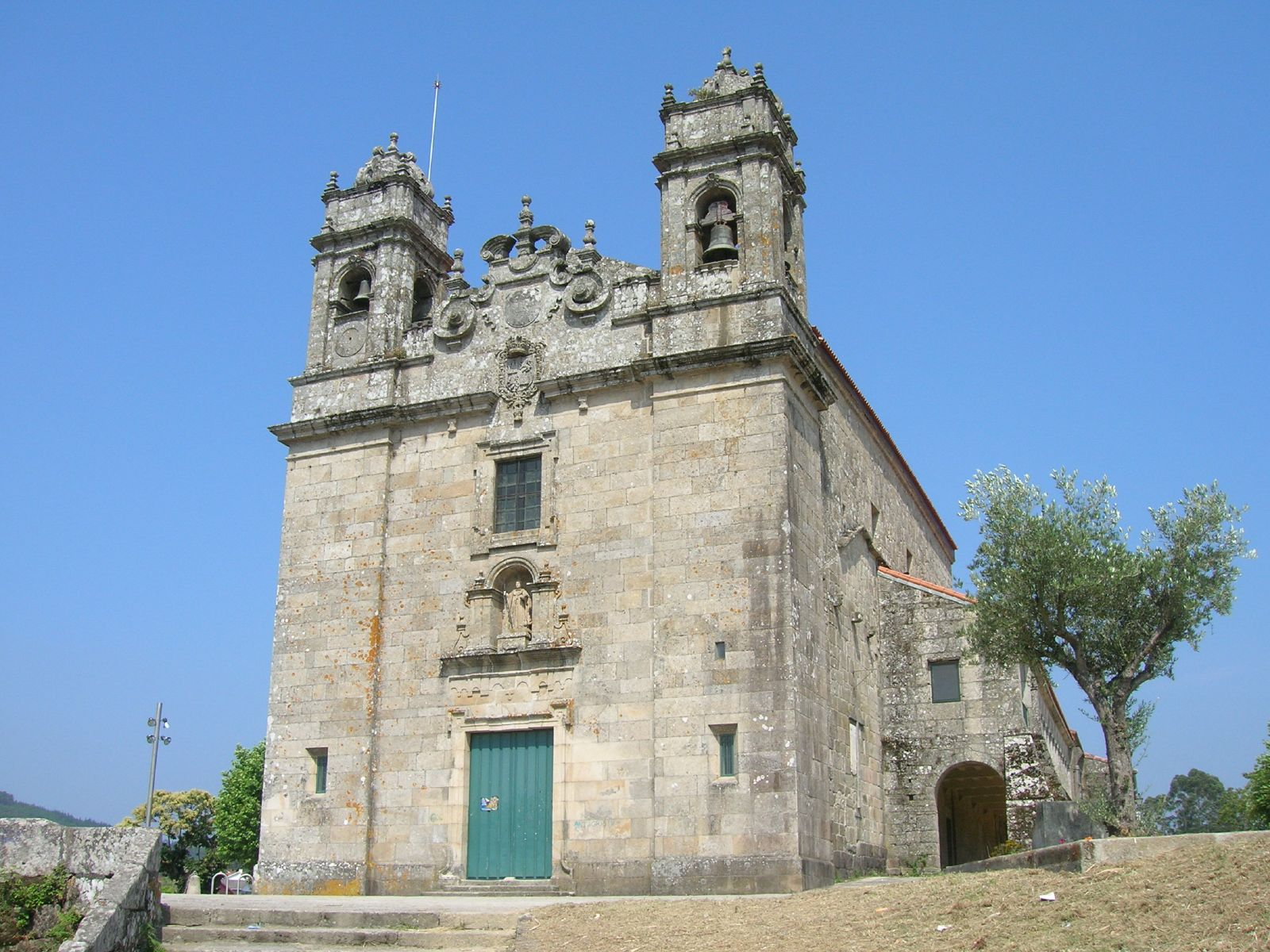
Église du Monastère Saint-Sauveur de Lérez
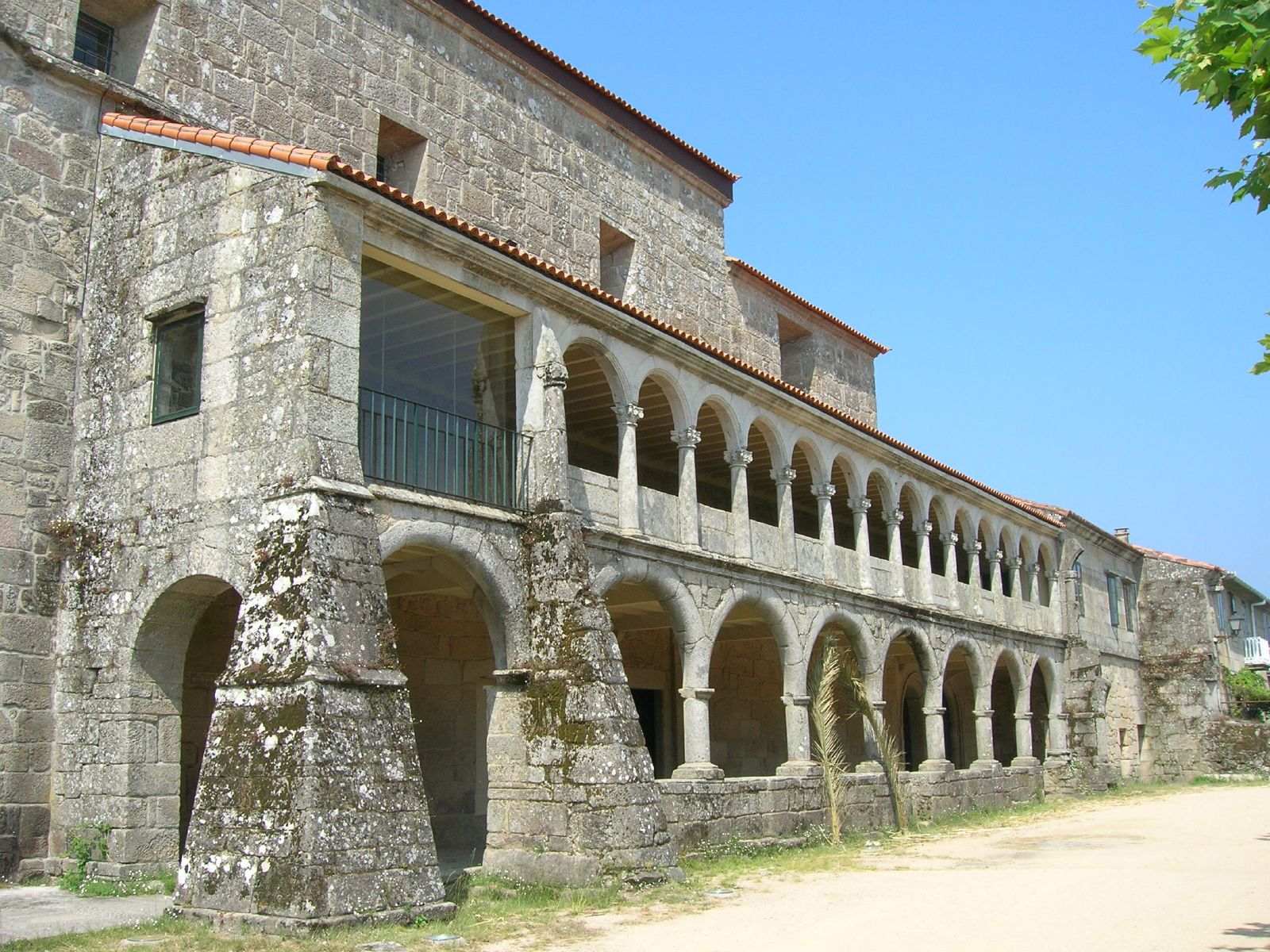
Cloître du monastère Saint-Sauveur
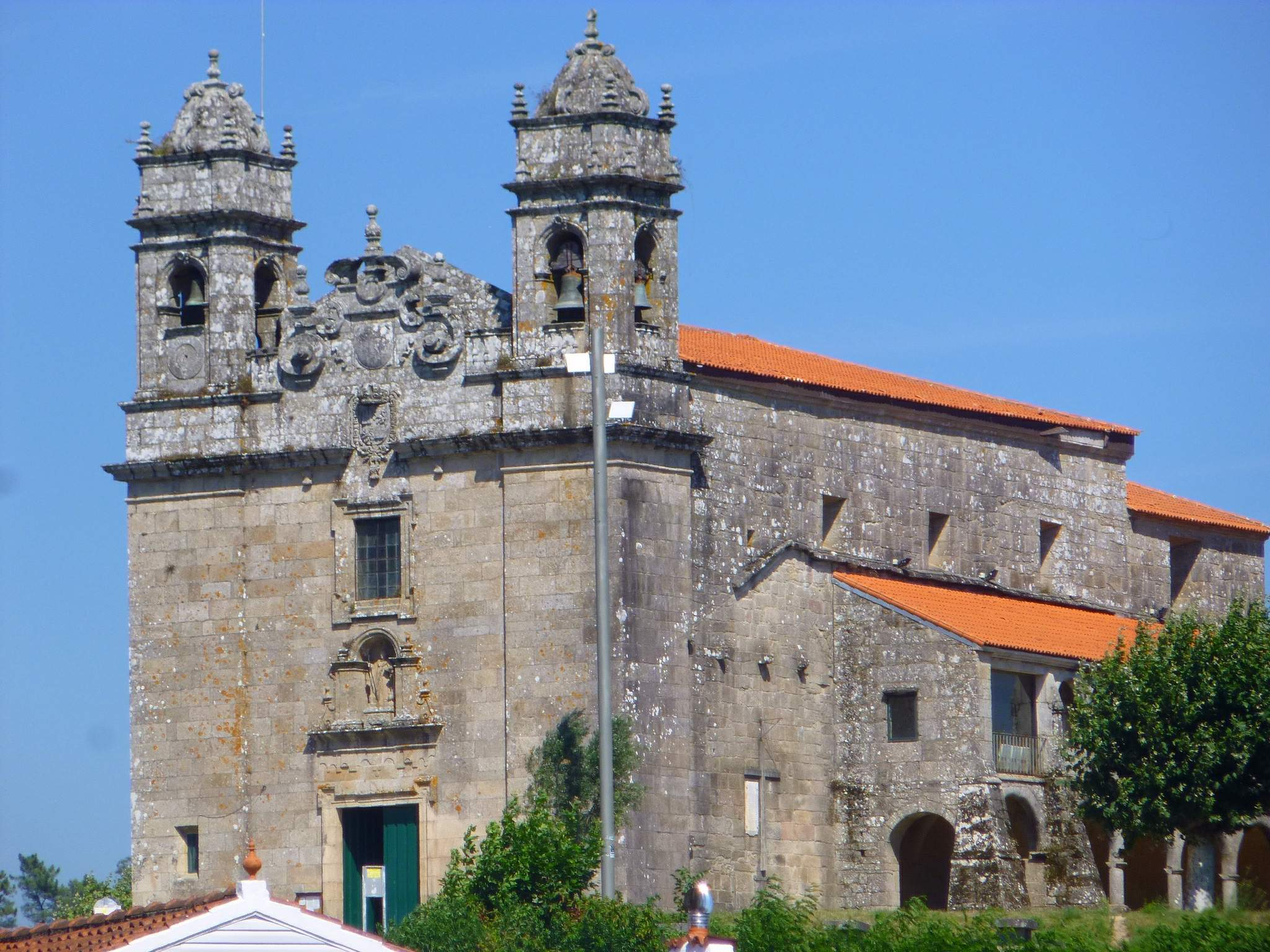
Église Saint-Sauveur
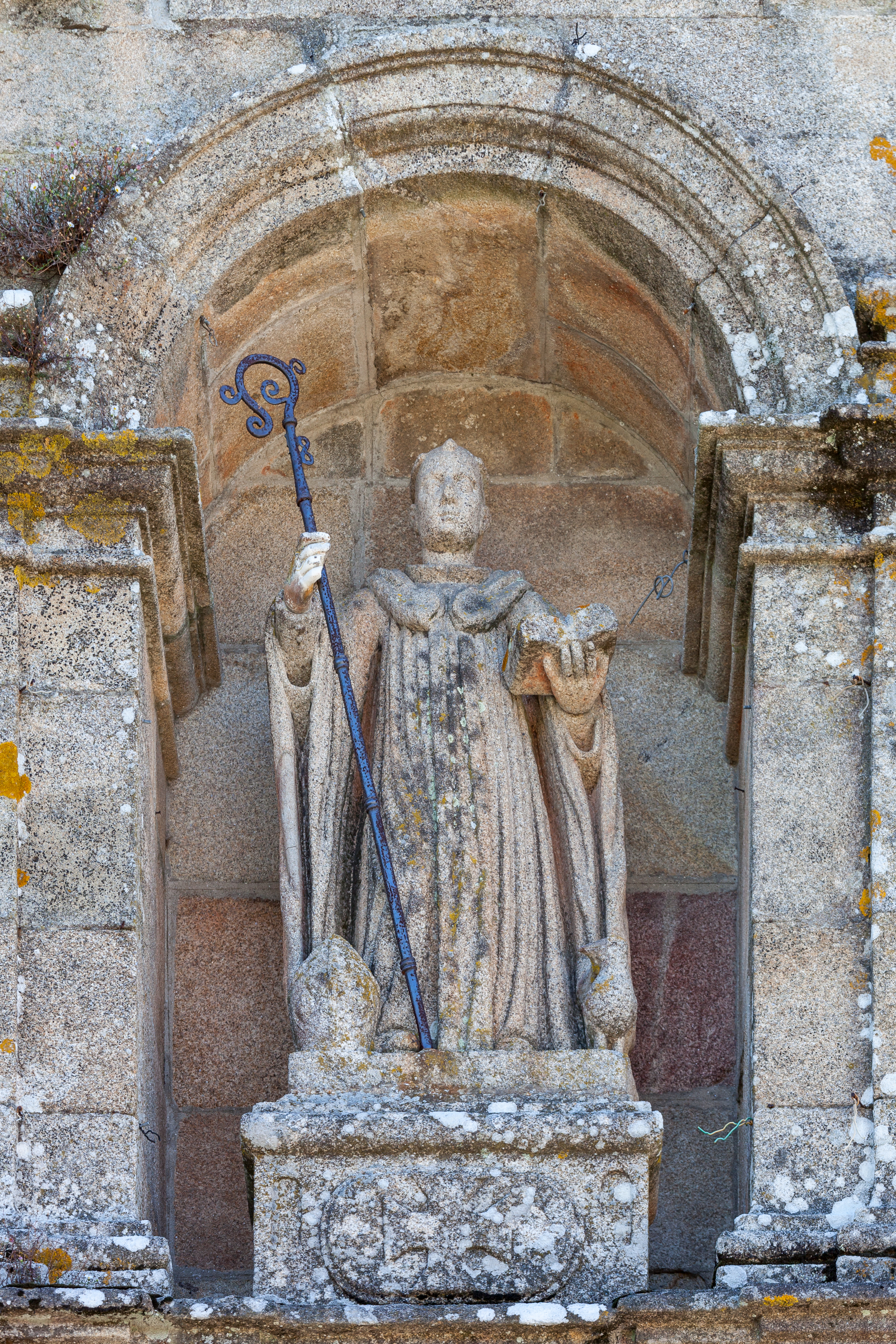
Saint-Benoît